# Rocío Asensi
Rocío Asensi Vallejo ( Madrid, España, 3 de enero de 1971) es  una artista multidisciplinar española, cuyos trabajos los ha realizado en diferentes países, incorporando el objeto en el espacio y la luz,   

## Trayectoria profesional
Licenciada en Bellas Artes en la Universidad Complutense de Madrid en el año 1997. Completa su formación asistiendo a varios talleres desde el año 1994 hasta el año 2010 tanto de arte en el Círculo de Bellas Artes de Madrid como talleres de artes escénicas y de iluminación. Posteriormente realiza un máster en Arquitectura efímera,  centrado en la formación de nuevos ámbitos. Paralelamente realiza su carrera docente en esta institución ejerciendo de Directora Creativa.   
Uno de sus trabajos de más proyección es el realizado en el año 2020  cuando acometió la iluminación, de la gran fachada del  edificio Los Cubos en Madrid.  Los Cubos, se convirtieron  en una plataforma de interrelación entre el espacio público y los ciudadanos residentes en Madrid.  Esta intervención estuvo inspirada en la idea del comienzo de una nueva vida.
Desde el año 2020 forma parte como portavoz de la Mesa Sectorial del Arte Contemporáneo Español, representando a la asociación de Artistas Visuales Asociados de Madrid (AVAM) asociación de la que ha sido vicepresidenta.desde el año 2018.

## Exposiciones
Realiza múltiples exposiciones tanto individuales como colectivas. En el año 2009  realizó la exposición individual  "¿En que se diferencian nuestros sueños?” en la Galería Rafael Pérez Hernando de Madrid. Presentó en formato  vídeo este  mismo proyecto en la muestra  ÓPTICA, Festival Internacional de Videoarte, en la Paz, Bolivia, y en la, Feria Internacional de Arte Contemporáneo ESTAMPA 09. Posteriormente  en el año 2011 realizó esta exposición individual en la Sala Siglo XXI de la Diputación de Huelva en el Museo Provincial  de esta ciudad, realizando una instalación lumínica especial para esta muestra con fotografías, instalaciones y cajas de luces.
Desde el año 2005 trabaja con la Galería Rafael Pérez Hernando de Madrid en la que realiza varias exposiciones individuales desde este año 2005. Participa en ferias de arte internacionales on la galería Rafael Pérez Hernando, tales como  en 2008 participación en FEM 08, en Casa de Vacas de Madrid. Así como en TIAF 08, Toronto International Art Fair (Canadá), Estampo 09 (Madrid. 2010 Participó en la V Feria de Arte Moderno y Contemporáneo ART MADRID.
Ha realizado sus obras en diferentes países, según cuenta la autora en la entrevista realizada por RSVP, en la sección de Perfiles Talento en Artes plásticas, manifiesta a autoraː 
Desde el inicio de mi obra ¿En que se diferencian nuestros sueños?, representado por tres fotografías que realicé en Brasil; seguido por East and West, aquí las piezas escogidas son la Lámpara de Aladino, la lámpara la hice en Tanger y el video son imágenes de Madrid y Londres, la escultura Noor, inspirada en India y producida en Madrid; y por último la instalación lumínica Memento Mori, primera pieza producida en México.
En esta misma entrevista manifiestaː  "He vivido en diferentes lugares del mundo que me han aportado y a través de los que he construido mi obra, Es un legado, una memoria".

## Premios
- 2000 Mención de honor de LA CASA DE VELAZQUEZ por la instalación “Equilibrio” en Tentaciones de ESTAMPA, Feria Internacional de Arte

Múltiple Contemporáneo.
- 2004 Premio Ella en las Tentaciones de ESTAMPA, por “Lo aparente y lo ocuto”, emitido por la Dirección General de Igualdad de Oportunidades

del Ayuntamiento de Madrid.
- 2007 Premio de Creación Artística de la Comunidad de Madrid por el proyecto “'En que se diferencian nuestros sueños.”

- 2018 Participante en uno de los cinco proyectos seleccionados para ayudas a la producción en la Bienal Miradas de Mujeres en las Artes Visuales MAV,[13]

“Ecologismos femeninos a través de Arte Contemporáneo” de Valdelarte. España.